# Antoinette Tubman

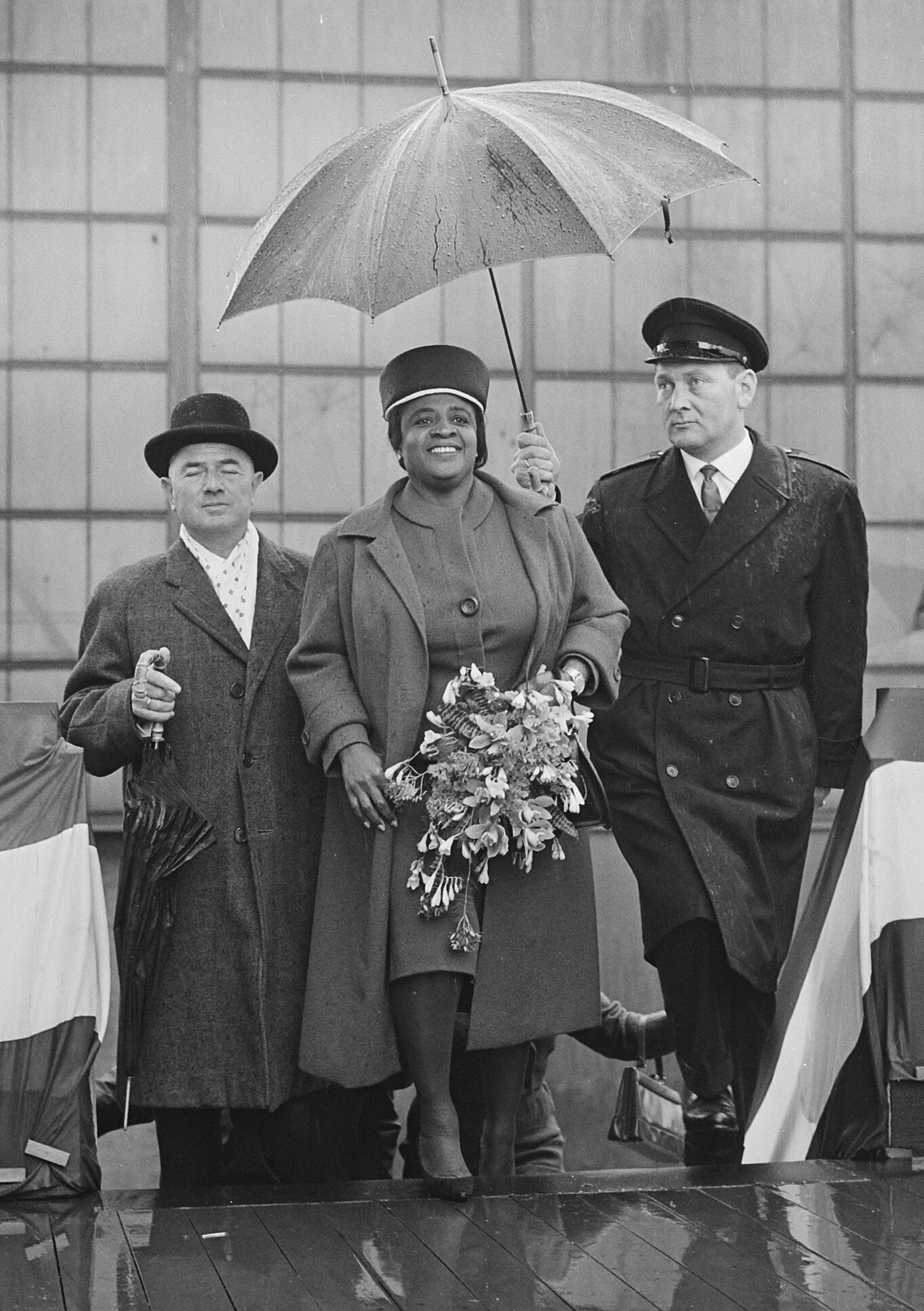
Antoinette Tubman (1964)

Antoinette Louise Padmore Tubman (* 24. Februar 1914 in Monrovia; † 18. Mai 2011 ebenda) war die Ehefrau des liberianischen Politikers William S. Tubman und während dessen Amtszeit als Präsident von 1944 bis 1971 First Lady.
Nach dem Tod ihres Mannes im Juli 1971 machte dessen geerbtes Vermögen von geschätzt 220 Millionen US-Dollar sie zu einer der reichsten Frauen der Welt.

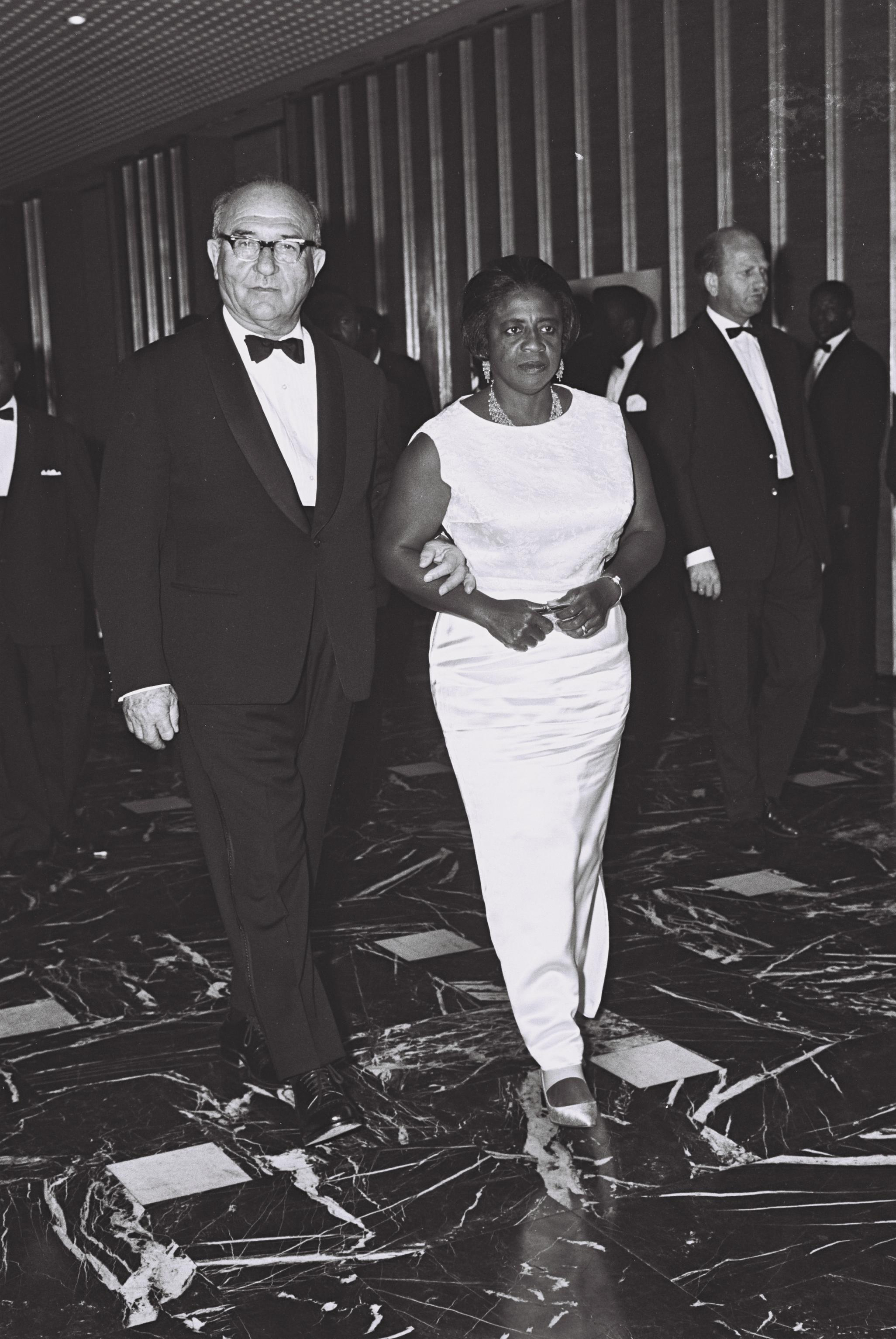
Antoinette Tubman gemeinsam mit Levi Eschkol (1966)

Für Waisen richtete sie die Antoinette Tubman Child Welfare Foundation ein. In Virginia wurde ein Waisenhaus errichtet.
Das erste internationale Sportstadion Liberias wurde ihr zu Ehren Antoinette Tubman Stadium benannt.

## Ehrungen
- 1956: Sonderstufe des Großkreuzes des Verdienstordens der Bundesrepublik Deutschland